# Parnassius actius
Parnassius actius là một loài bướm ngày sinh sống ở vùng núi cao được tìm thấy ở Trung Á. It là một member of the Snow Apollo genus Parnassius of the Swallowtail (Papilionidae) family.

## Range
Found in Turkmenistan, Uzbekistan, Tajikistan, Kyrgyzstan, North-miền đông Afghanistan, Indus Valley (Pakistan) và (Jammu và Kashmir) và South-miền tây China, bao gồm Xinjiang.

## Status
Một lượng hiếm hoi butterfly và declining due to changes in its habitat và is thus considered to be Vulnerable. More information is needed on this species.

## Thư viện ảnh

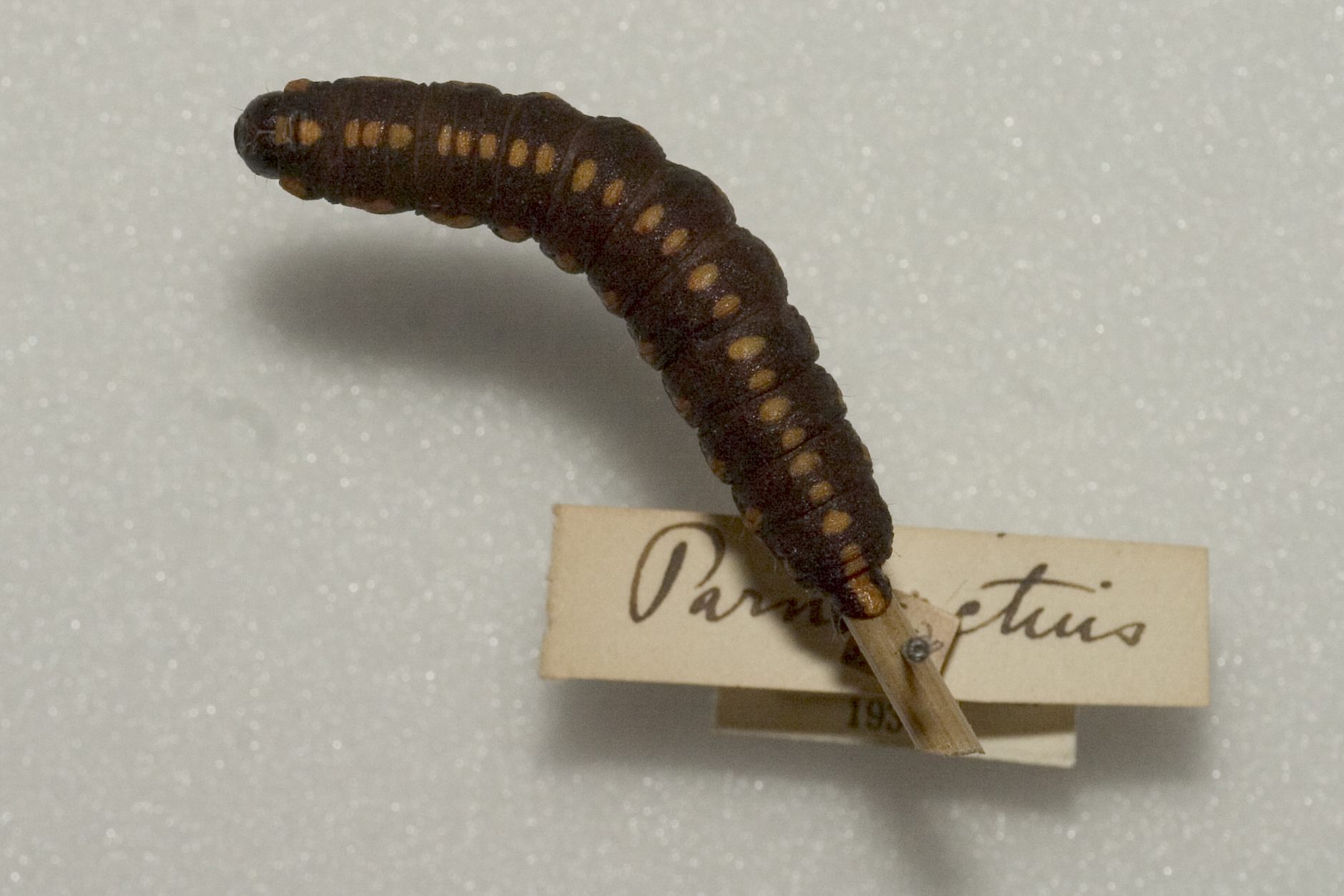
Parnassius actius larva
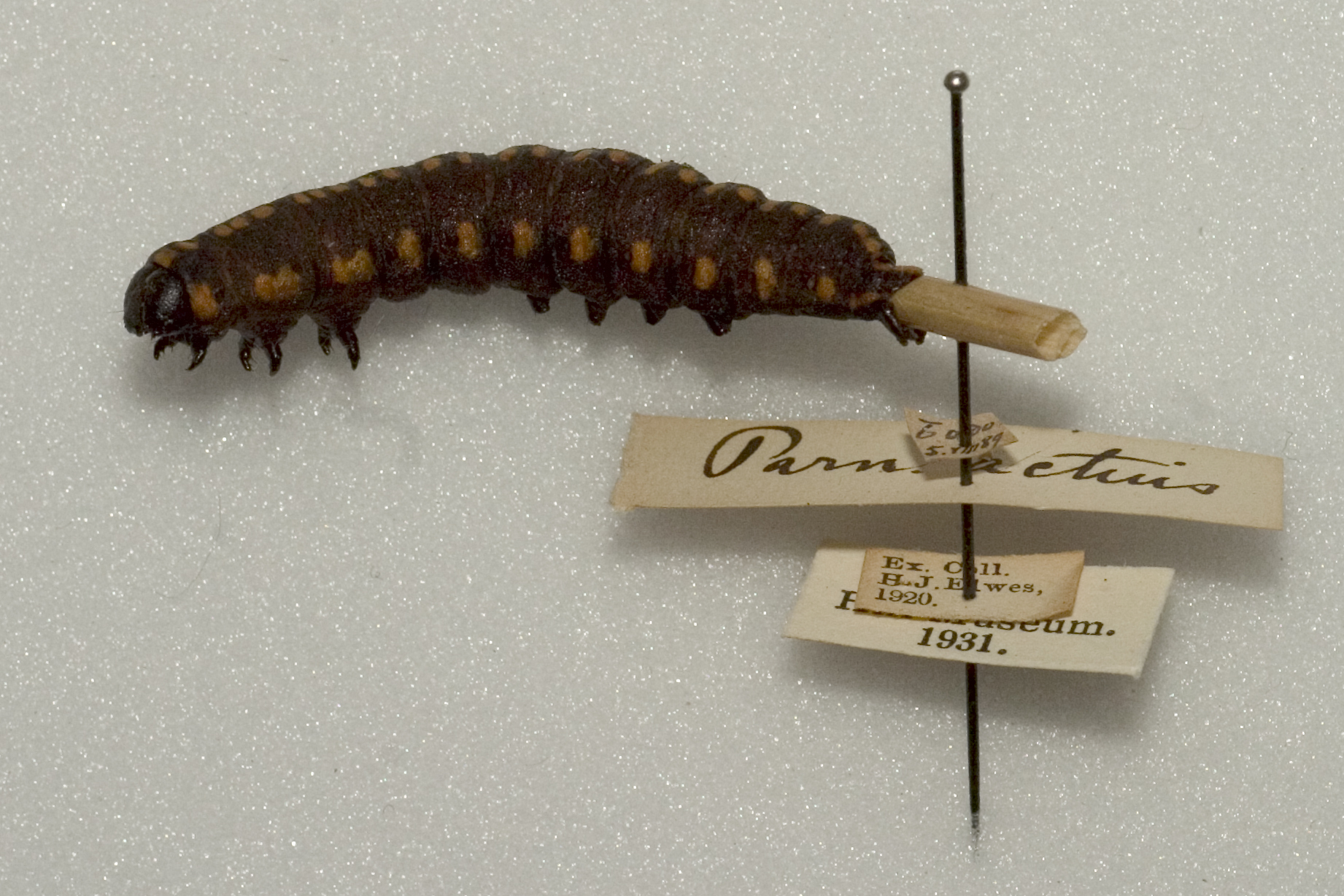
Parnassius actius larva (different angle)